# Tam, kjer dom stoji
Kmečka povest Tam, kjer dom stoji (1980) Janeza Švajncerja govori o kmečki družini iz Slovenskih goric po drugi svetovni vojni. Knjiga je izšla v nakladi 4000 izvodov. 

## Vsebina
Lešnikova družina nevarno propada. 
Žena Ana namreč umre in ostareli mož Matevž ostane sam v domači hiši. Prvi od treh sinov je padel pri partizanih, drugi ostane v mestu, tretji – Pavel pa koleba med mestnim in domačim življenjem. V mlinu, kjer se spoprime s težaškim delom, spozna svojo zmoto. Ležerno delo v mestu so le sanje.
Koprnenje po domu, vonju rodne zemlje, dreves in trav je močnejše in ga vsega zajame. Rešitev se mu kaže tam, kjer se je rodil in spojil z vrstniki in odraslimi, zato se vrne v domačo hišo k onemoglemu očetu, da mu olajša jesen življenja in zagotovi domačiji prejšnjo trdnost.
Razpet je med tri ženske, gospodinjo Frtačevo  Francko, Resnikovo Lenko in natakarico Pepco, za njim pa norita še dve vaški trapi, "sveta" Cecilija in Jula.
Ob družini Lešnikovih spoznamo še Dobnikove, kamor se je poročila edina hčerka Ane in Matevža – Anka, pa druge okoliške ljudi z njihovimi tegobami in radostmi. Mladi gospodar Pavel Lešnik zopet postane del njih.
Oglašanje čuka na starem orehu, ki ga je čuti skozi vso zgodbo, je lahko bojazen pred smrtjo, lahko pa tudi upanje, da to ne velja za vsakogar, marveč le za lahkoverne ljudi.

## Kritike
Janez Švajncer, pisatelj in urednik mariborskih Dialogov, je prejel za natečajski roman "Tam, kjer dom stoji" nagrado založbe Kmečki glas. Takoj po izidu romana v slovenščini se je začela zanj zanimati graška revija Das Neue Land in se odločila za natis. V nemščino prevajata roman urednik graške revije dr. Leopold Kollmann in Alfonz Kopriva. (Delo 1971: 127).
Za roman o življenju kmečke družine iz Slovenskih goric je avtor prejel eno od nagrad založbe, objavlja pa jo tudi avstrijski tednik Neues Land. (Delo 1981: 28).
Janez Švajncer na zavihku opozarja, da je njegova povest "Tam, kjer dom stoji" izšla že kot podlistek v nekem avstrijskem tedniku (v prevodu seveda), vendar podatek ne more izbrisati vtisa, da gre za nekam bledo delo. ...[N]ad vsem pa čuk, ki zlovešče skovika skozi 45 poglavij, da se v zadnjem Pavle vrne na kmetijo in se obeta poročiti z Lenko — vse to v arhaičnem, včasih papirnato nerodnem jeziku. Pa se dá prebrati. (Hladnik 1982: 11).
Med petimi nagradami, ki so bile podeljene za najboljša dela, je prejel roman "Tam, kjer dom stoji" tretjo nagrado priznani slovenski pisatelj Janez Švajncer iz Maribora. S tem delom je plodoviti romanopisec spet obogatil slovensko književnost s kmečkega področja, ki je sicer najmanj poznavalsko literaturno obdelano v sodobni slovenski kulturi. (Frelih 1979: 10299).
Roman govori bralcu v zglednem, bogatem jeziku. To je živa ljudska govorica, ki ne pozna zapetosti in razpuščenosti, pač pa pravo mero zgovornosti, humorja in odrezavosti. Švajncer je trdoto kmečkega vsakdanjika pretkal z zabavnimi trenutki in tenkočutno zarisal lepote narave. Roman ni slavospev podeželskemu življenju, je pa trdno zarisana podoba stanja, ki ni vedno v čast sodobnikom. (Gaborovič v Kmečkem glasu in Večeru).
Roman Tam, kjer dom stoji ni slavospev podeželskemu življenju. Je pa trdno zarisana podoba stanja, kakršno ni zmerom v čast nam, sodobnikom. In je pisateljeva misel, da ne išči sreče tam, kjer je prav gotovo ne bo, pač pa prisluhni srcu, razumu in zavesti, da moraš živeti odgovorno in smiselno življenje. (Gaborovič, Večer 1981: 5).
Švajncerjeva pripoved je nekoliko mračna, vendar pa skozi mrak in meglo vztrajno in zmagovito prodira svetloba. Osebe, ki jih spoznavamo, so posnete po živih vzorih, kakor jih je pisatelj doživljal v svojem domačem okolju. Odpirajo nam pogled v duševnost naših rojakov v tistem delu domovine. Pognali so iz zemlje in zdravi so, če so z njo povezani; če se iz nje izkoreninijo, začnejo usihati in hirati. (Čuk, 1981: 37).
Ni dvoma, da bodo pričujoči roman radi prebirali vsi, ki jim je pisatelj spregovoril iz srca, kot tudi vsi tisti, ki še čutijo svoje korenine v kmečki zemlji in naravi. (Gaborovič, Kmečki glas 1981: 17)